# Álex Fernández (cantante)
Alejandro Fernández Guinart (Ciudad de México, 4 de noviembre de 1993), conocido como Álex Fernández, es un cantante y compositor mexicano de música regional mexicana.

## Biografía
Es hijo del también cantante de música ranchera Alejandro Fernández. Tiene cuatro hermanos: América, Camila, Emiliano y Valentina, todos herederos del apellido Fernández. También es nieto de Vicente Fernández. 
Fernández ha heredado especialmente de su padre y de su abuelo, las tradiciones de la cultura ranchera, durante años. Álex Fernández, siempre se ha destacado por su voz, instrumento que con los años ha ido madurando para seguir los pasos de la dinastía Fernández, del mismo modo, el artista ha desarrollado aptitudes para tocar el piano, esto sin dejar de lado su capacidad para componer.  
Su primera oportunidad se la brindó su abuelo Vicente Fernández el cual al escucharlo cantar le dio su apoyo para producirle un álbum musical.

## Trayectoria musical
Emprendió su trayectoria musical en 2018 con el lanzamiento de su sencillo Te Amaré escrito por Manuel Monterrosas. En 2019 fue nominado a mejor canción regional y mejor álbum de música ranchera en la 20.ª Entrega Anual del Grammy Latino en la ceremonia interpretó su tema Te Amaré, y compartió escenario con su padre y su abuelo, cantando a dueto el tema Volver, volver".
En 2019, hizo el lanzamiento de su primer álbum Sigue la Dinastía bajo la dirección musical de su abuelo Vicente Fernández quien escogió ocho de los once temas que componen el álbum musical.
En 2021, acompaña a su padre Alejandro Fernández en su gira Hecho en México.

## Discografía
- 2019: Sigue la Dinastía
- 2022: Buscando el Olvido

## Vida personal
Fernández tiene una pastelería ubicada en Zapopan, Jalisco.
Después de 10 años de relación, contrajo matrimonio con su novia Alexia Hernández el 14 de mayo de 2021.
El 14 de septiembre de 2021, la pareja anunció que estaban esperando a su primer hijo que mediante la cuenta de Instagram el cantante anunció que su esposa y el estaban esperando una niña. El 17 de marzo de 2022, nació su hija Mía.

## Premios y nominaciones
| Año  | Premios           | Categoría                                                                    | Resultados |
| ---- | ----------------- | ---------------------------------------------------------------------------- | ---------- |
| 2019 | Premios Juventud  | Premio Juventud a El agave de la música regional                             | Nominado   |
| 2019 | Latin Grammy      | Mejor Álbum de Música Ranchera/Mariachi                                      | Nominado   |
| 2019 | Latin Grammy      | Mejor Canción regional                                                       | Nominado   |
| 2020 | Premio Lo Nuestro | Artista Revelación Masculino                                                 | Nominado   |
| 2020 | Premio Lo Nuestro | Premio Lo Nuestro a la Canción Mariachi/Ranchera del Año - Regional Mexicano | Nominado   |
| 2020 | Premios Juventud  | Premio Juventud a La nueva generación regional mexicano                      | Nominado   |
| 2021 | Premios Juventud  | Premio Juventud a la Mejor Canción Mariachi-Ranchera                         | Nominado   |